# Dunmurry

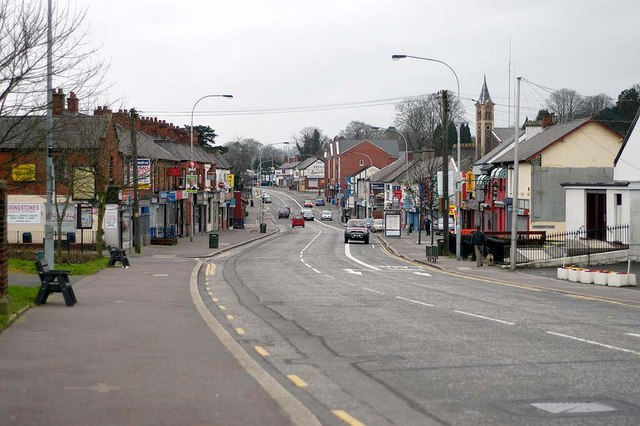
Kingsway, Dunmurry.

Dunmurry (do irlandês Dún Muirígh, que significa "fortaleza de Murry") é uma townland localizada no condado de Antrim, Irlanda do Norte, entre as cidades de Belfast e Lisburn. Em abril de 2015, Dunmurry foi incorporada a Belfast, sendo transferida para o conselho daquela cidade no âmbito das reformas do governo local.
Dunmurry tem suas próprias lojas e escolas, uma escola secundária situada na River Road em Seymour Hill, e também possui igrejas e outras amenidades modernas. Dunmurry é flanqueada pelo rio Lagan que, embora canalizado, ainda mantém a atmosfera de um tranquilo canal rural.
Dunmurry foi o local escolhido para construir a fábrica da DeLorean Motor Company em 1980, onde foi fabricado o carro desportivo DMC DeLorean, famoso por sua aparição na trilogia de filmes Back to the Future.

## Desporto
- Dunmurry Cricket Club joga na NCU Senior League.
- Dunmurry Recreation F.C., mais comumente conhecido como Dunmurry Rec.
- Dunmurry Young Men F.C.
- Iveagh United F.C.
- Dunmurry Golf Club.
- Eire Og Derriaghy.